# Schirin

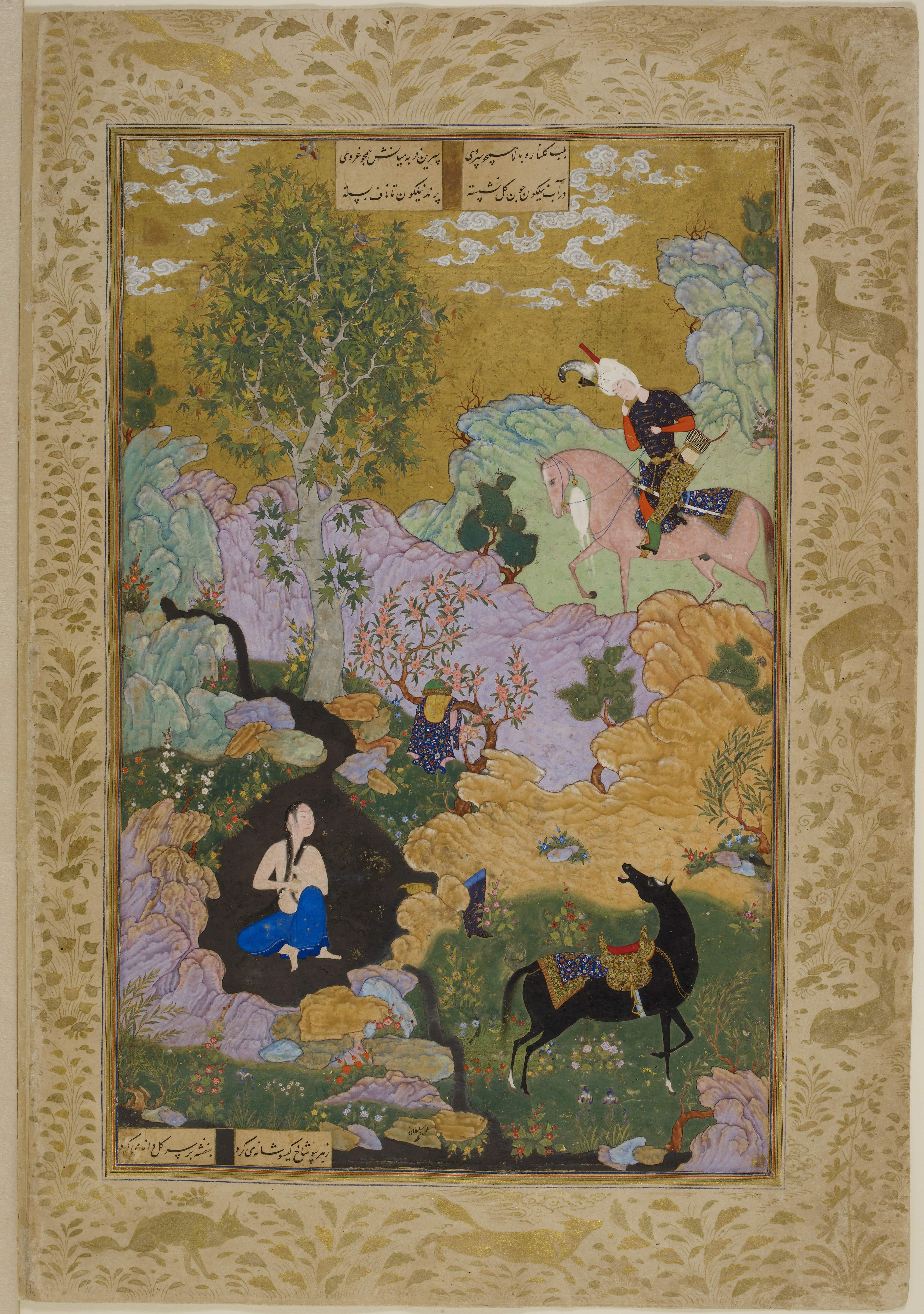
Chosrau II. sieht Schirin. Persische Miniaturmalerei

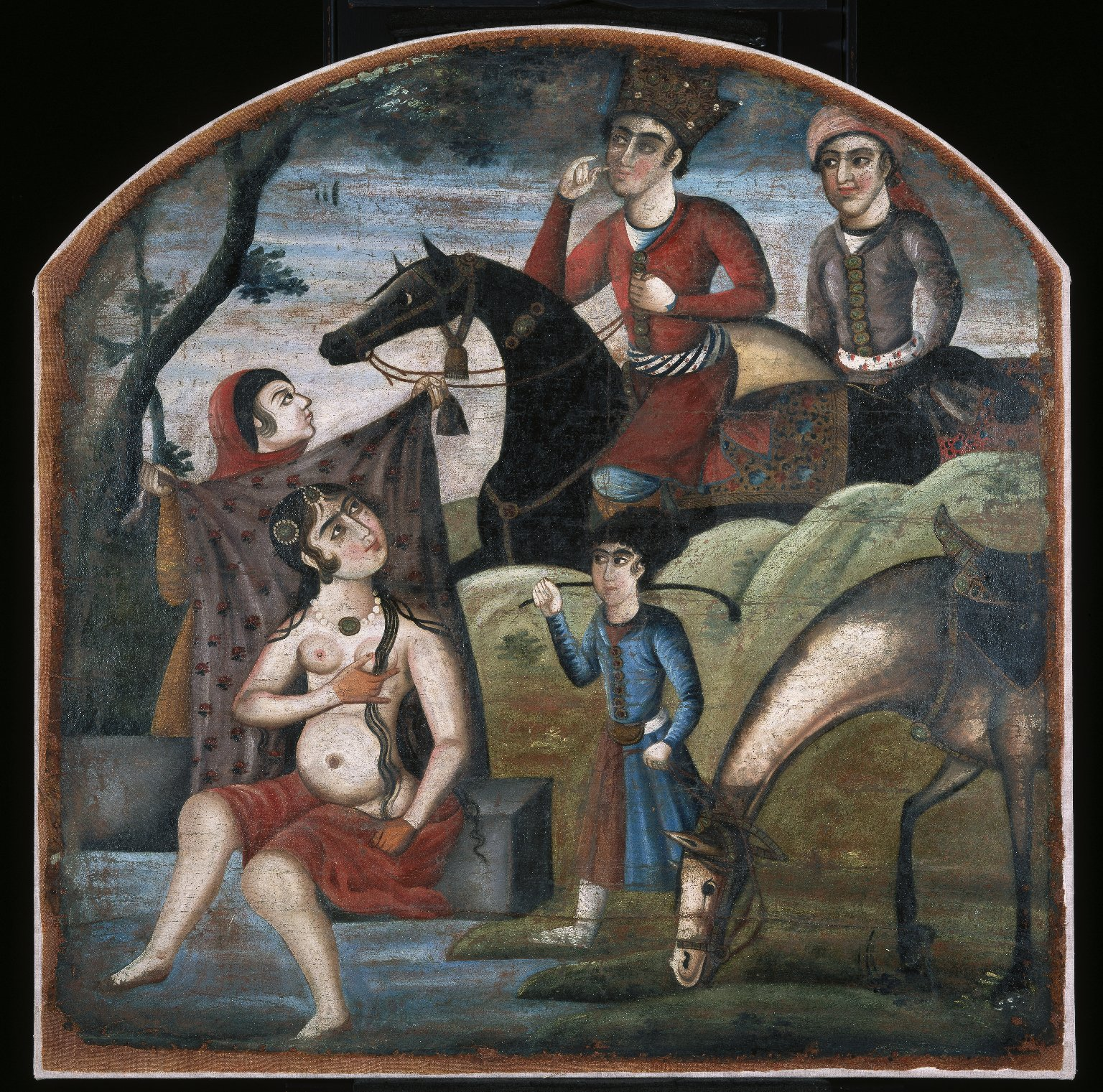
Schirin wird von Chosrau beim Baden entdeckt (Zeichnung aus dem 18. Jahrhundert im Brooklyn-Museum). Kadscharische Kaffeehaus-Malerei

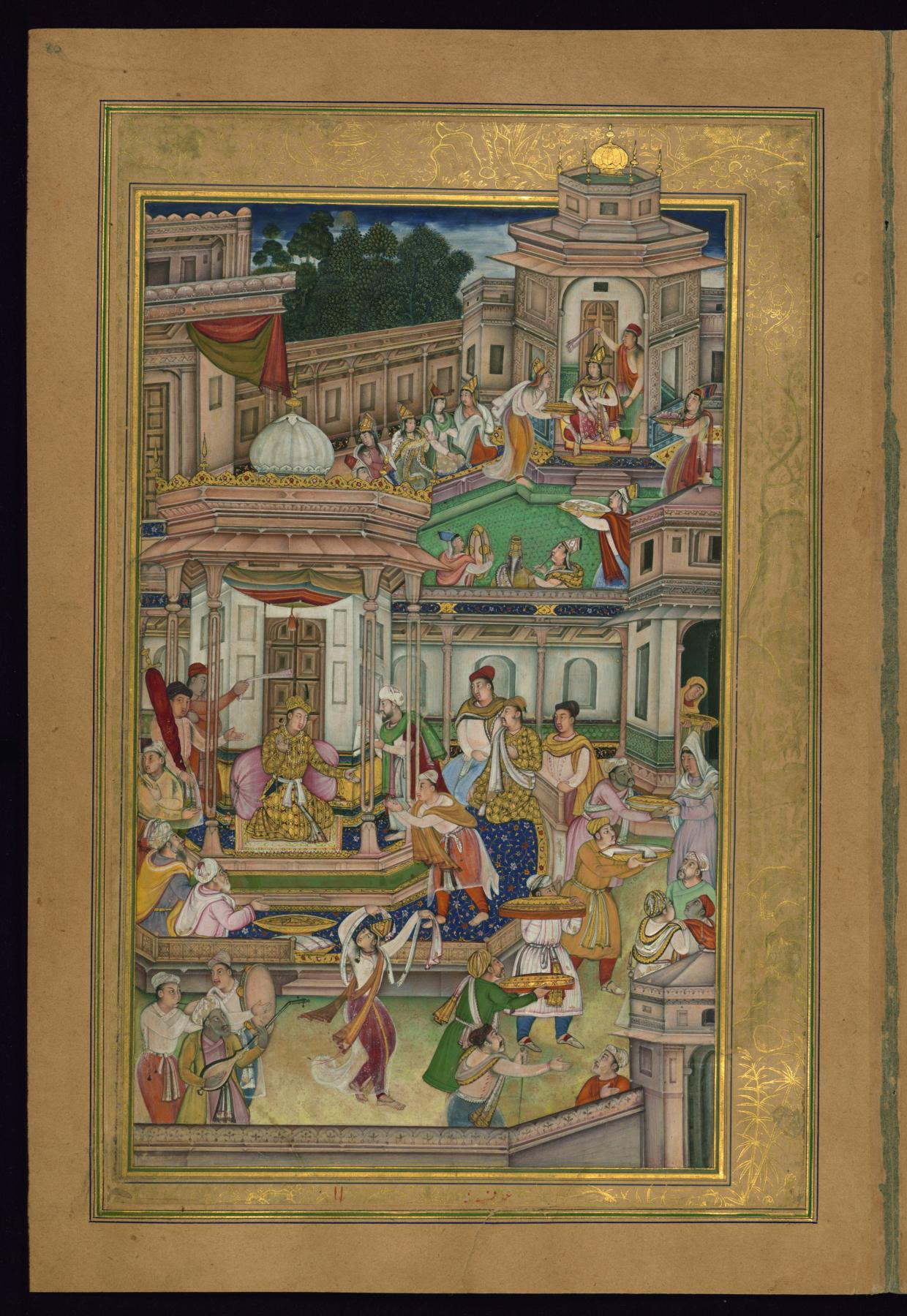
Chosrau II. gibt Schirin einen Ring. Mogulische Miniaturmalerei von Farruch Tschela

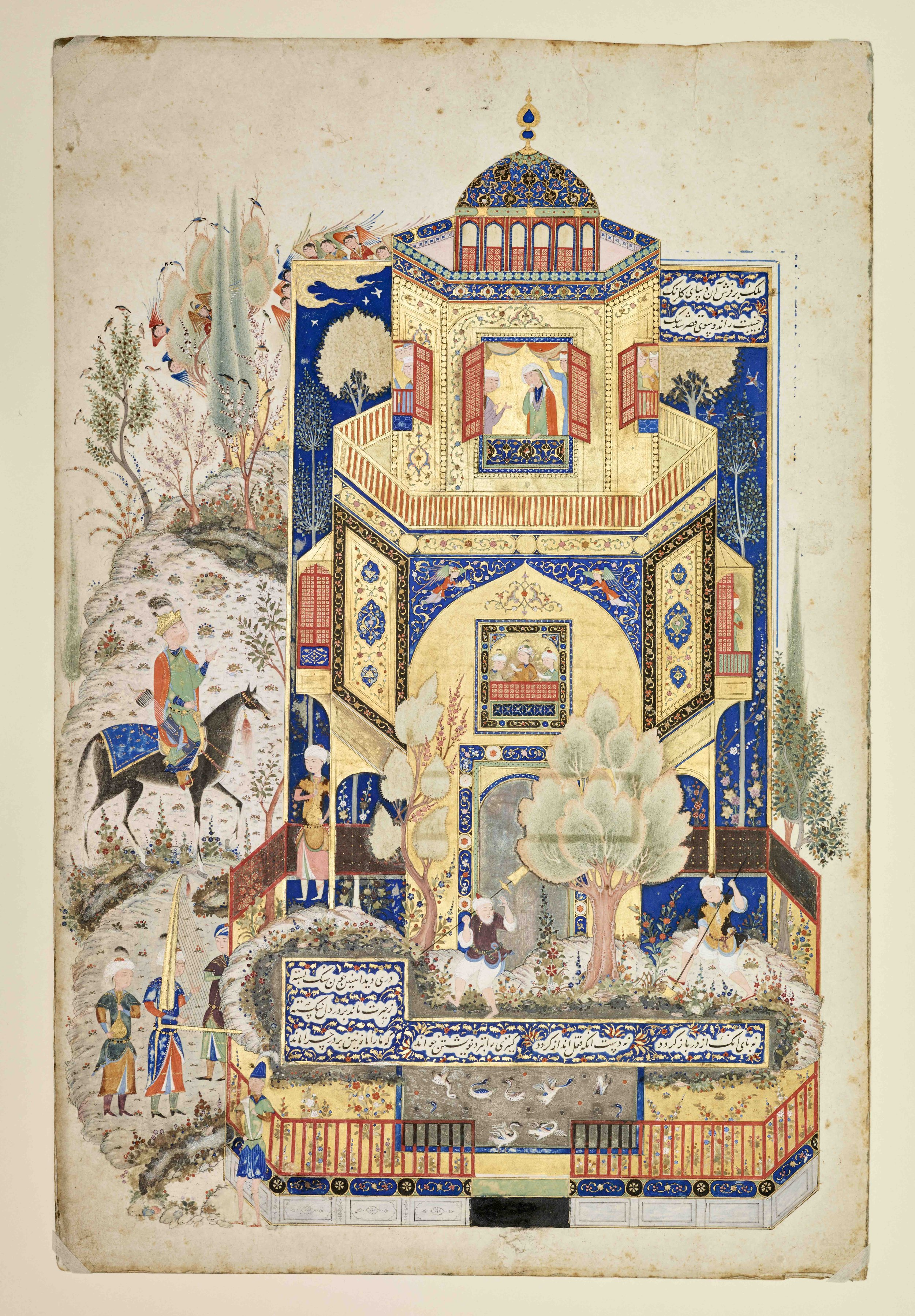
Chosrau II. im Schirins Palast (Qasr-e Schirin)

Schirin (persisch شیرین, DMG Šīrīn, [ʃiːˈɾi(ː)n]; gestorben 628) war die Lieblingsfrau des persischen Großkönigs Chosrau II.

## Leben
Der persische Großkönig Chosrau II. († 628) musste nach dem Tod seines Vaters Hormizd IV. im Frühjahr 590 auf oströmisches Territorium fliehen, da der General Bahram Tschobin nach einem Putsch die Macht an sich gerissen hatte. Auf der Flucht soll er bereits von Schirin begleitet worden sein, die wohl aus Chusistan stammte und als sagenhafte Schönheit beschrieben wird. Schirin selbst war Christin und gehörte der Assyrischen Kirche des Ostens an. Chosrau gelang es schließlich mit Unterstützung des oströmischen Kaisers Maurikios, die Herrschaft zurückzugewinnen, wofür Ostrom einige Territorien zugesprochen bekam.
Eine in einer ostsyrischen Chronik erwähnte christliche Nebenfrau Maria wurde nach dem Ende des Perserreiches in der romantischen Literatur zur Tochter des Kaisers Maurikios und Rivalin Schirins stilisiert. In den literarischen Bearbeitungen des Schirin-Mythos spielt diese angebliche Kaisertochter eine große Rolle. Es ist jedoch auszuschließen, dass der oströmische Kaiser eine Tochter in den Harem des persischen Großkönigs gegeben hat, zumal diese Geschichte keine Bestätigung in den westlichen Quellen findet; Maria wird demnach wahrscheinlich Christin gewesen sein, aber kaum die Tochter des Kaisers.
Schirin und Chosrau lernten sich bereits in jungen Jahren kennen, wobei über Schirins Herkunft kaum etwas bekannt ist. Chosrau war von Schirins Erscheinen und Auftreten offenbar beeindruckt. Die Hochzeit ging auf seinen ausdrücklichen Wunsch zurück und fand, obwohl Schirin Christin war und blieb, durch einen zoroastrischen Priester statt. Die einflussreichen konservativ-zoroastrischen Hofkreise verübelten es jedoch dem König, dass dieser sehr offen zu seiner Liebe zu Schirin stand und ihr sehr viel Freiraum am Hof ließ, wobei sie ihre christliche Religion offen ausübte und die Kirche förderte.
Nach der Geburt des ersten Kindes von seiner Frau Schirin stiftete Chosrau dem Sergiusheiligtum in Resafa Weihegeschenke. Der armenische Geschichtsschreiber Pseudo-Sebeos berichtet, dass sie die Auslieferung der Reliquien des Propheten Daniel an den oströmischen Kaiser Maurikios verhindert hatte. Schirin unterstützte zunächst die ostsyrischen Christen, insbesondere den Patriarchen Sabrischo; nach dessen Tod erreichte sie die Nachfolge ihres Landsmannes Gregor von Phrat. Später wandte sie sich der westsyrischen (miaphysitischen) Kirche zu. Nach dem Sturz des Maurikios begann 603 der Krieg zwischen dem Sassanidenreich und Byzanz (Ostrom) von neuem (siehe auch Römisch-Persische Kriege). Im Mai 614 eroberten die Perser unter dem General Schahrbaraz Jerusalem; das angebliche Heilige Kreuz kam als Siegesbeute nach Ktesiphon, wo es im Palast Schirins aufbewahrt wurde. Das Vorgehen ihres Leibarztes Gabriel von Schiggar, der großen Einfluss auf sie ausübte, gegen die „Kirche des Ostens“ scheint sie gebilligt zu haben. Dabei stand ihr Yazdin, Chosraus „Finanzminister“ und selbst Mitglied der Kirche des Ostens, als Konkurrent gegenüber.
628 brach das Sassanidenreich nach dem Sieg des oströmischen Kaisers Herakleios, der infolge mehrerer Feldzüge die Perser zum Frieden zwang, zusammen. Chosrau II. wurde Ende Februar 628 von seinem Sohn Kavadh II. ermordet, der zudem Schirins Sohn Mardanschah (daneben hatte Schirin noch einen Sohn namens Saliar) – den der Vater als Nachfolger einsetzen wollte – und seine Geschwister ermorden ließ. In den Quellen wird berichtet, wie sich Schirin nach der Ermordung Chosraus an Hofkreise wandte und den Tod des Königs bitterlich beklagte, wobei der romantische Charakter ihrer Beziehung offenbar bewusst betont wurde.
Nach der Ermordung Chosraus soll Schirin angeblich Selbstmord an seinem Grab begangen haben, nachdem ihr Stiefsohn Siroe (Kavadh II.) sie für seinen Harem gewinnen wollte. Ob diese Darstellung zutreffend ist, kann nicht mit letzter Sicherheit ermittelt werden, da genauere Einzelheiten über ihren Tod nicht bekannt sind. Möglicherweise ist diese Darstellung auch nur legendenhaft ausgeschmückt, da es nicht unmöglich ist, dass Schirin Siroe überlebte, der bereits Ende 628 verstarb.
Das Andenken Schirins wurde bereits vom persischen Dichter Abu Ali Muhamed Balami († 974) aufgegriffen und im persischen Nationalepos Schāhnāme von Ferdousī (um 1020) bewahrt. Um 1200 verfasste der persische Dichter Nezāmi in das Epos Chosrau und Schirin, das zahlreichen persischen, türkischen und indischen Dichtern als Vorbild diente, wie vor allem dem Inder Amir Chosrau Dihlavi († 1325), der den historisch nicht nachweisbaren Baumeister Ferhad zum Sohn des Kaisers von China machte. In den Märchen aus tausendundeiner Nacht erzählt Schehrezad in der 390. Nacht die Geschichte von Chosrau, Schirin und dem Fischer. Der tschagataische Dichter Mir ʿAli Schir Nawāʾi († 1501) machte Ferhad in seinem Werk Ferhad und Schirin zur Hauptfigur. Nach der Wiederentdeckung des Motivs durch den Orientalisten Joseph von Hammer-Purgstall setzte sich Johann Wolfgang von Goethe im West-Östlichen Divan mit dem Mythos auseinander.
Chosrau II. gründete die Stadt Qasr-e Schirin (Burg der Schirin) in der Provinz Kermānschāh, die er nach Schirin benannte.